# Antonio Pettigrew
Pour les articles homonymes, voir Pettigrew.
Antonio Pettigrew (né le 3 novembre 1967 à Macon, Géorgie et mort le 10 août 2010 dans le Comté de Chatham,) est un athlète américain, spécialiste du 400 m.

## Carrière sportive
- Meilleur temps sur 400 m : 44 s 27 à Houston le 17 juin 1989 (44 s 21 à Nassau le 26 mai 1999, performance annulée par l'IAAF pour dopage).
- Il a effectué 45 courses de 400 m en moins de 45 secondes.
- Ancien codétenteur du record du monde de relais 4 × 400 m.

## Dopage
En mai 2008, le New York Times révèle qu'Antonio Pettigrew était dopé lors de ses exploits, y compris lors de son record du monde du 4 × 400 m. Il a également reconnu s'être dopé à partir de 1997. L'IAAF lui retire alors ses médailles, y compris en relais (à compter des Championnats du monde de 1997). Le relais 4 × 400 mètres américain victorieux aux Jeux olympiques de Sydney a notamment été déchu de son titre. Son record du monde du relais 4 × 400 m est également annulé tout comme ses titres de champion du monde du relais 4 × 400 mètres obtenus en 1997, 1999 et 2001.
Le 10 août 2010, Antonio Pettigrew est retrouvé mort dans sa voiture. L'enquête conclut à un suicide consécutif à une prise de médicaments. Antonio Pettigrew était entraîneur assistant à l'Université de Caroline du Nord au moment de son décès.

## Palmarès

### Championnats du monde d'athlétisme
- 1991 à Tokyo ( Japon)
  -  Médaille d'or sur 400 mètres
  -  Médaille d'argent sur le relais 4 × 400 mètres